# Caipirinya
La caipirinya (caipirinha, en portuguès) és una de les begudes brasileres més conegudes internacionalment. Està feta amb aiguardent de canya de sucre (cachaça), llimona dolça, sucre i gel.
Al Brasil, es beuen tradicionalment com aperitiu abans de dinar, però es poden consumir en la majoria de bars i restaurants en qualsevol moment del dia. Les caipirinyes es preparen generalment en gots individuals, ja que els seus ingredients estan en quantitats tan irregulars que és molt complicat fer una divisió igualitària.

## Com preparar-la
- Talleu la llimona dolça en vuit trossos.
- Poseu els trossos de llimona dolça i dues o tres cullerades soperes de sucre en el got.
- Aixafeu lleugerament amb una mà de morter per tal d'alliberar el suc de la llimona dolça.
- Afegiu-hi gel (en glaçons, no granissat, ja que el gel picat es desfà molt ràpid i espatlla la beguda).
- Per acabar, poseu-hi cachaça a gust.

La beguda se serveix en gots baixos i amples amb pals de fusta o dues canyes que ajuden a barrejar la beguda.

## La beguda al món
A més de gaudir de gran popularitat, es coneixen innumerables variacions de la beguda. En algunes regions es fa servir sucre roig en lloc del refinat. A més, la cachaça algunes vegades se substitueix per vodka (caipiroska, marca registrada per Smirnoff), Licor Beirão (conegut com a caipirão), o rom (caipiríssima, marca registrada per l'empresa Bacardí). També es fan caipirinyes de sake o de vi (caipivinho). A Cap Verd, la caipirinya es prepara també amb grog, un aiguardent local.

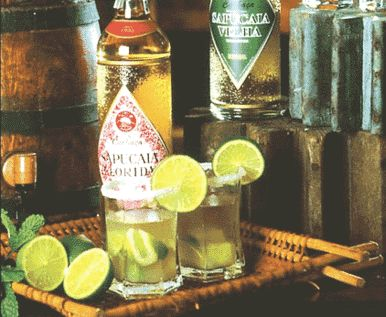
Caipirinhes amb una ampolla de cachaça.

En veritat, la caipirinya és un dels tipus de begudes que els brasilers anomenen batidas, que són combinats de cachaça amb fruites. Per tant, es pot substituir la llima per una altra fruita i aconseguir begudes molt bones. Les batidas de maduixa, maracujà i coco també són populars.
A la regió del sud de Brasil, més específicament a la ciutat de Maringà, la caipirinya rep el nom de Chimboca. La preparació és una mica diferent de la convencional i es prepara dins mateix del got, amb la llimona dolça tallada en rodanxes i amb una quantitat considerable de sucre, cosa que dona un toc més suau a la cachaça i la fa més agradable al paladar.

## Etimologia
El mot portuguès caipirinha és el diminutiu de caipira. Els caipires són els habitants de l'interior del Brasil. Encara que l'origen del còctel és confús, moltes versions apunten a que hauria tingut lloc a l'estat de São Paulo.